# 默尔-韦尔代
默尔-韦尔代（法語：Mœurs-Verdey，法語發音：[mœʁ vɛʁdɛ]）是法国马恩省的一个市镇，属于埃佩尔奈区。

## 历史
该市镇于1966年由原市镇默尔（Mœurs）和韦尔代的一部分合并而成，后者原为一独立市镇，后于1966年撤销并划分至市镇默尔、拉希和莱塞萨尔莱塞扎讷。

## 地理
默尔-韦尔代（48°43'38"N, 3°40'41"E）面积13.18 平方千米，位于法国大東部大區马恩省，该省份为法国东北部内陆省份，北起阿登省，西北接埃纳省，西南接塞纳-马恩省，南至奥布省，东南接上马恩省，东临默兹省。
与默尔-韦尔代接壤的市镇（或旧市镇、城区）包括：莱塞萨尔莱塞扎讷、拉希、勒梅圣埃普安、拉努、塞扎讷、万代。
默尔-韦尔代的时区为UTC+01:00、UTC+02:00（夏令时）。

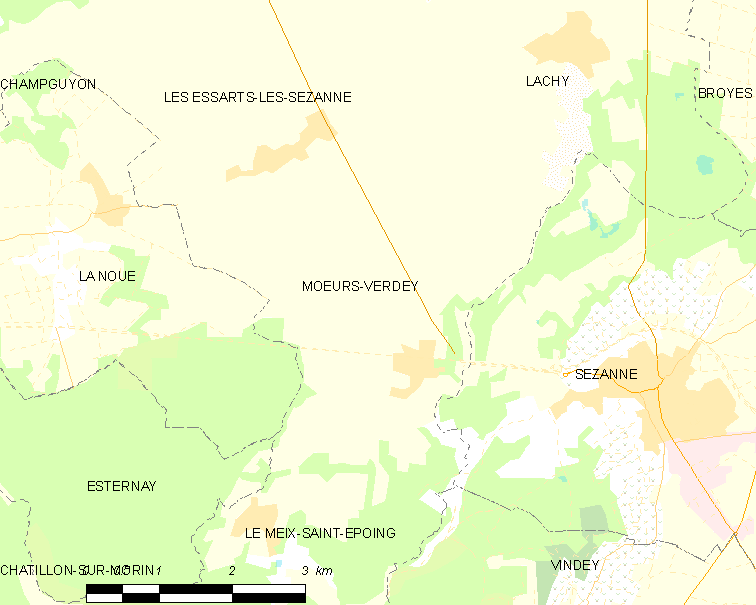
默尔-韦尔代的OSM定位图

## 行政
默尔-韦尔代的邮政编码为51120，INSEE市镇编码为51369。

## 政治
默尔-韦尔代所属的省级选区为塞扎讷-布里-香槟县。

## 人口

1962-2008年间默尔-韦尔代人口变化图示

默尔-韦尔代于2022年1月1日时的人口数量为318人。